# Absolution Tour
Absolution Tour è il secondo album video del gruppo musicale britannico Muse, pubblicato il 12 dicembre 2005 dalla Warner Bros. Records.
Negli Stati Uniti d'America il DVD è stato venduto come disco aggiuntivo dell'edizione speciale del quarto album in studio Black Holes & Revelations (2006).

## Descrizione
Contiene gli spezzoni di gran parte del concerto tenuto dal gruppo al Glastonbury Festival nel 2004, fatta eccezione per Citizen Erased e Stockholm Syndrome, anche se quest'ultima è disponibile in uno spezzone relativo al concerto tenutosi all'Earls Court di Londra. La scaletta del concerto comprende prevalentemente i brani tratti dal terzo album in studio Absolution, oltre ad altri brani contenuti negli album precedenti.
Il DVD contiene inoltre alcuni filmati extra registrati nei concerti tenuti dal gruppo all'Earls Court e all'arena di Wembley di Londra e al Wiltern Theater di Los Angeles.

## Tracce
Testi di Matthew Bellamy, musiche di Matthew Bellamy, Dominic Howard e Chris Wolstenholme (eccetto dove indicato).
1. Hysteria – 4:12
2. New Born – 6:29 (musica: Matthew Bellamy)
3. Sing for Absolution – 4:55
4. Muscle Museum – 5:06 (musica: Matthew Bellamy)
5. Apocalypse Please – 4:42
6. Ruled by Secrecy – 4:57
7. Sunburn – 5:32 (musica: Matthew Bellamy)
8. Butterflies & Hurricanes – 6:11
9. Bliss – 3:53 (musica: Matthew Bellamy)
10. Time Is Running Out – 4:02
11. Plug in Baby – 5:02 (musica: Matthew Bellamy)
12. Blackout – 4:24

Contenuti extra
1. Fury (Los Angeles) – 4:58
2. The Small Print (Earls Court) – 3:40
3. Stockholm Syndrome (Earls Court) – 7:15
4. The Groove in the States (Cincinnati / San Diego) – 9:52
5. Thoughts of a Dying Atheist (Wembley Arena) – contenuto nascosto
6. Endlessly (Wembley Arena) – contenuto nascosto

Per accedere alle due tracce nascoste bisogna andare nel menu Extras e selezionare il titolo Fury. Premi il tasto su: la parola Back si illumina. Quindi premi la freccia a sinistra e la X della sezione Extras si illumina. A questo punto premi Enter per visualizzare i contenuti nascosti.

## Formazione
- Matthew Bellamy – voce, chitarra, pianoforte
- Chris Wolstenholme – basso, cori
- Dominic Howard – batteria, percussioni, cori